# 苏西亚
苏西亚（法語：Soucia，法語發音：[susja]）是法国汝拉省的一个市镇，属于隆斯勒索涅区。

## 地理
苏西亚（46°32'31"N, 5°44'57"E）面积12.37 平方千米，位于法国勃艮第-弗朗什-孔泰大區汝拉省，该省份为法国东部内陆省份，北起上索恩省，西北接科多尔省，西临索恩-卢瓦尔省，南至安省，东与杜省和瑞士接壤。
与苏西亚接壤的市镇（或旧市镇、城区）包括：克莱尔沃莱拉克、安河畔巴雷西亚、沙泰勒德茹、图瓦里亚。

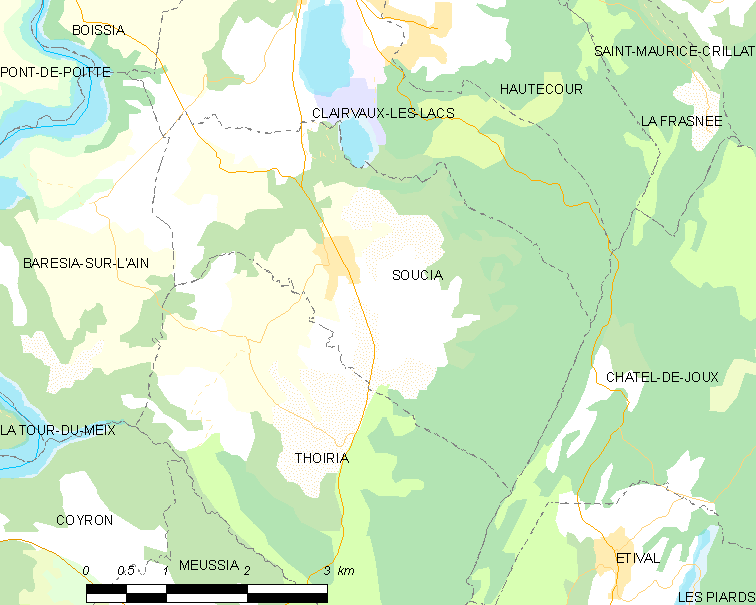
苏西亚的OSM定位图

苏西亚的时区为UTC+01:00、UTC+02:00（夏令时）。

## 行政
苏西亚的邮政编码为39130，INSEE市镇编码为39519。

## 政治
苏西亚所属的省级选区为圣洛朗昂格朗沃县。

## 人口

1962-2008年间苏西亚人口变化图示

苏西亚于2022年1月1日时的人口数量为174人。